# Тлахомулько-де-Суньига
Тлахому́лько-де-Су́ньига (исп. Tlajomulco de Zúñiga) — город в Мексике, в штате Халиско, входит в состав одноимённого муниципалитета и является его административным центром. Численность населения, по данным переписи 2020 года, составила 44 103 человека. Город входит в метрополитенский ареал Гвадалахары.

## Общие сведения
Название города составное: Tlajomulco с языка науатль можно перевести как: земля в уголке — описывая место окружённое холмами, а Zúñiga дано в честь национального героя — генерала Эухенио Суньиги.
В доиспанский период на месте поселения располагалось святилище, куда приходили поклоняться жители окрестных деревень.
В 1510 году пурепеча вторглись на землю вождества Тонала, а сыновья одного из командиров помогли вождю Тоналы в борьбе с захватчиками. В знак благодарности он отдал им земли Тлахомулько, чтобы они основали новое вождество.
В 1530 году конкистадоры во главе с Нуньо де Гусманом покорили Тоналу, и посетили Тлахомулько, чтобы пополнить войско местными аборигенами.
В 1621 году поселение имело статус коррехимьенто под управлением коррехидора Доминго Ласаро де Аррегуи. В нём проживало около 200 индейцев.
27 марта 1824 года Тлахомулько стал административным центром одного из 26 департаментов, на которые был разделён штат Халиско. В этом же постановлении поселение получило статус вильи.
27 июля 1939 года поселение получило статус города, а к названию была добавлена фамилия генерала Эухенио Суньиги.
Тлахомулько-де-Суньига расположен в 20 км к югу от столицы штата, города Гвадалахара, на федеральной трассе 80.

## Население
| Год  | Численность | Численность |
| ---- | ----------- | ----------- |
| 2000 | 16 177      | [ 7 ]       |
| 2010 | 30 273      | [ 8 ]       |
| 2020 | 44 103      | [ 9 ]       |